# 瀬戸電気鉄道テ1形電車

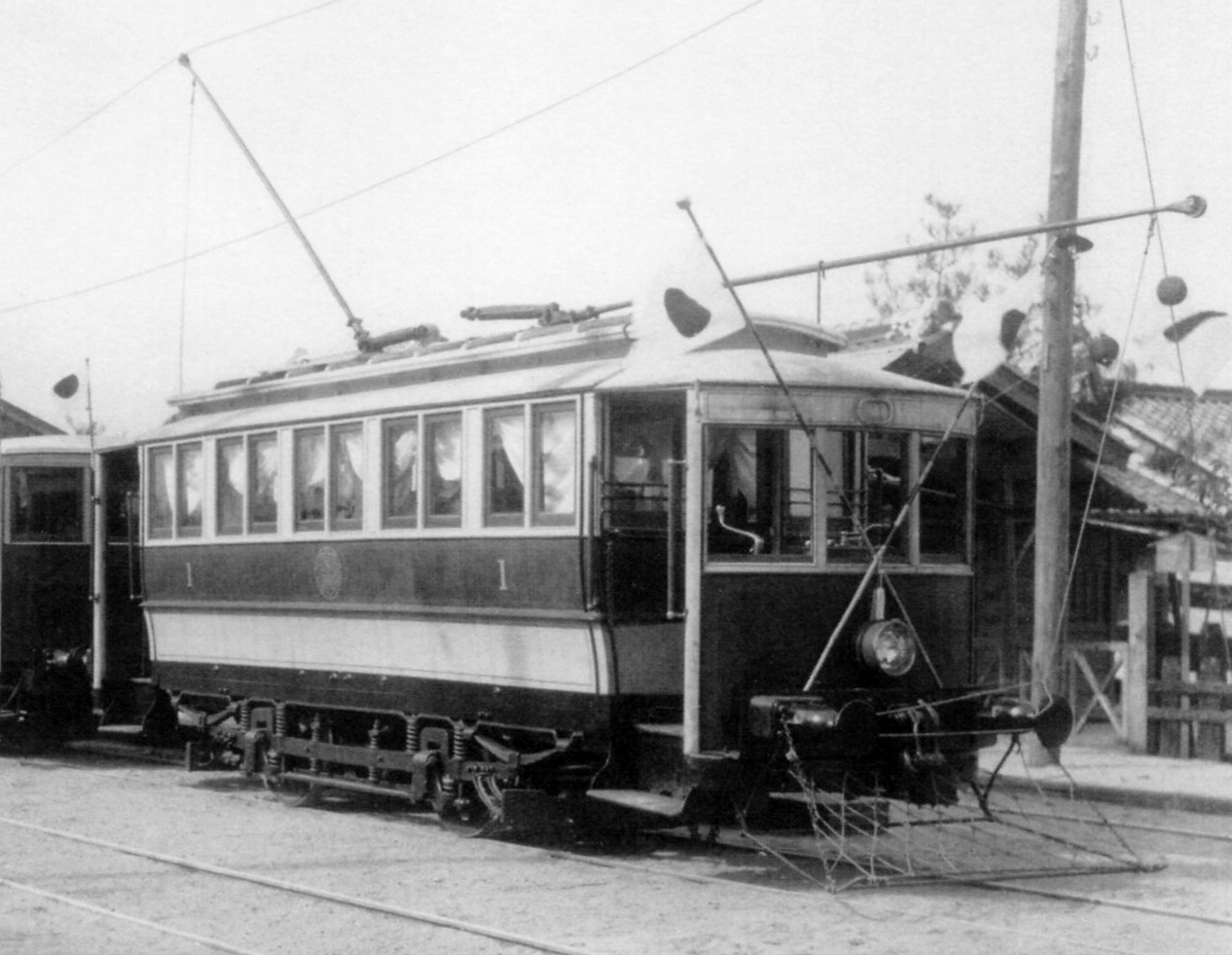
テ1号 印場工場

瀬戸電気鉄道テ1形電車（せとでんきてつどうテ1がたでんしゃ）は、瀬戸電気鉄道（瀬戸電）が1906年（明治39年）から1920年（大正9年）にかけて新製した木造二軸単車。後年瀬戸電が名古屋鉄道（名鉄）に吸収合併された後、1941年（昭和16年）の形式称号改訂によりモ20形・モ30形・モ70形・サ10形・サ20形の各形式に区分された。

## 概要
瀬戸電気鉄道がその電化開業に際して新製したのが本形式である。後に数次にわたって増備が続けられ、全32両の陣容となった。電動車・付随車ともに全て続番とされたことが特徴で、付随車のみ車番の前に「VS」の記号が付され区分されていた。
車体は木造オープンデッキ構造二軸単車で、瀬戸電は全線専用軌道であったものの、本形式の外観は大正から昭和初期にかけて各地で見ることのできた普遍的な路面電車そのものである。主要機器はゼネラル・エレクトリック製のものが採用され、制御方式は直接制御、常用制動はハンドブレーキのみ、ポール集電方式、台車はブリル21-Eと各車とも統一された仕様であったが、主電動機出力および搭載個数は製造年次によって異なっていた。

## 各グループ概要
前述のように本形式は1906年（明治39年）以降数次にわたって増備が続けられ、その仕様にも変化が見られる。以下、各グループの概要およびその後の動向について製造年次ごとに述べる。

### 電化開業時に新製された車両
1906年（明治39年）10月にテ1, 2の2両が日本車輌製造で新製された。木造ダブルルーフ車体で、窓配置はV22222V（V：乗降デッキ）であった。主電動機は37PSのものを2基搭載する。
本グループは合併以前に廃車となり、名鉄へ継承されることはなかった。

### 明治41年製の増備車（名鉄サ10形）
1908年（明治41年）に増備されたテ3, 4が相当するが、本グループは自社工場で車体を新製した。主要機器・窓配置等は前項テ1, 2と同一であるが、定員がテ1, 2の37人に対して42人と若干増加している。
本グループは1921年（大正10年）に電装解除され付随車化。シ3, 4となる。1941年の改番ではサ10形11, 12と改称・改番されたものの、サ12は戦災で焼失し廃車となった。残るサ11は最終的には築港線に転属し、客車代用として使用された後、1956年（昭和31年）10月に廃車となった。

### 明治41年製の増備車（名鉄サ20形）
前項テ3, 4と同時期に増備された車両であるが、こちらは主電動機および運転台を持たない付随車であった。VS5, 6の2両が自社工場で新製され、窓配置等は前項テ3, 4に準じていたが、屋根がシングルルーフ構造とされたことが異なる。なお、乗車定員はテ1, 2と同じく37人であった。
なお、本グループは1910年（明治43年）に運転された御召列車用車両に抜擢され、車内を改装した他、開放デッキ部分に外吊り型の客用扉を新設している。車内設備については御召列車運転後に復旧されたが、客用扉はそのままとされた。
1941年の改番でサ20形21, 22と改称・改番された後、本グループも築港線に転属し、客車代用として使用された後、1956年（昭和31年）10月に廃車となった。

### 明治43年製の増備車
1910年（明治43年）から1912年（明治45年）にかけてテ7 - 12の6両が新製された。本グループも自社工場で新製され、7 - 8と9以降では自重が若干異なる。主要機器はテ3, 4に準じるが、窓配置がV8Vと変更された他、屋根構造は再びダブルルーフ構造となった。
本グループもまた合併以前に廃車となり、名鉄へ継承されることはなかった。

### 大正元年製の増備車（名鉄モ70形）

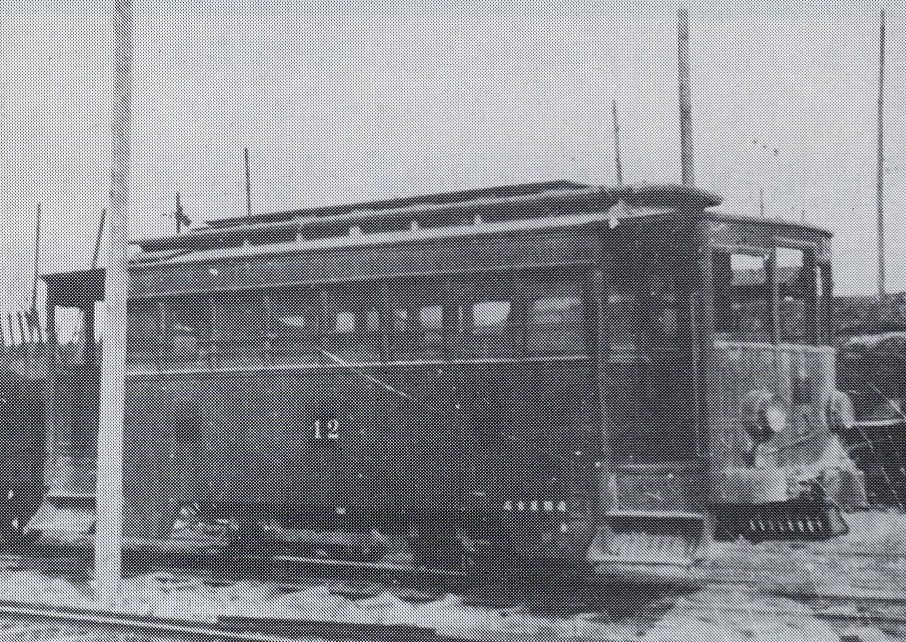
モ10形12

1912年（大正元年）から1913年（大正2年）にかけてテ13 - 22の10両が名古屋電車製作所で新製された。基本設計は以前のグループとほぼ変わりはないが、本グループから前照灯が窓下に2灯取り付けられた。これは後のグループにも引き継がれ、瀬戸電の単車を印象付ける部分となった。なお、テ13 - 16は当初37PS主電動機を1基搭載とされたが、テ17以降は同主電動機を2基搭載し、1922年（大正11年）にテ13 - 16についても主電動機の増設が施工された。
テ13は名鉄に引き継がれることなく廃車となり、他の9両は1941年の改番によりモ10形（初代）11 - 19と改称・改番された。このうちモ11 - 13は1947年（昭和22年）に廃車となって、残るモ14 - 19の6両は1949年（昭和24年）に岐阜市内線へ転属し、同時にモ70形70 - 75と改称・改番された。なお、同時期には客用扉新設の他、前照灯が1灯化されて屋根上に移設されている。
その後、岐阜市内線の車両近代化に伴い、1963年（昭和38年）にモ74が、翌1964年（昭和39年）に残り5両がそれぞれ廃車となった。

#### 主要諸元
- 全長：8,308mm
- 全幅：2,194mm
- 全高：3,647mm
- 自量：:6.1t
- 定員：40人（内座席14人）
- 電気方式：直流600V（架空電車線方式）
- 台車：ブリル21-E
- 主電動機：40PS×2基

### 大正8年製の増備車（名鉄モ20形）

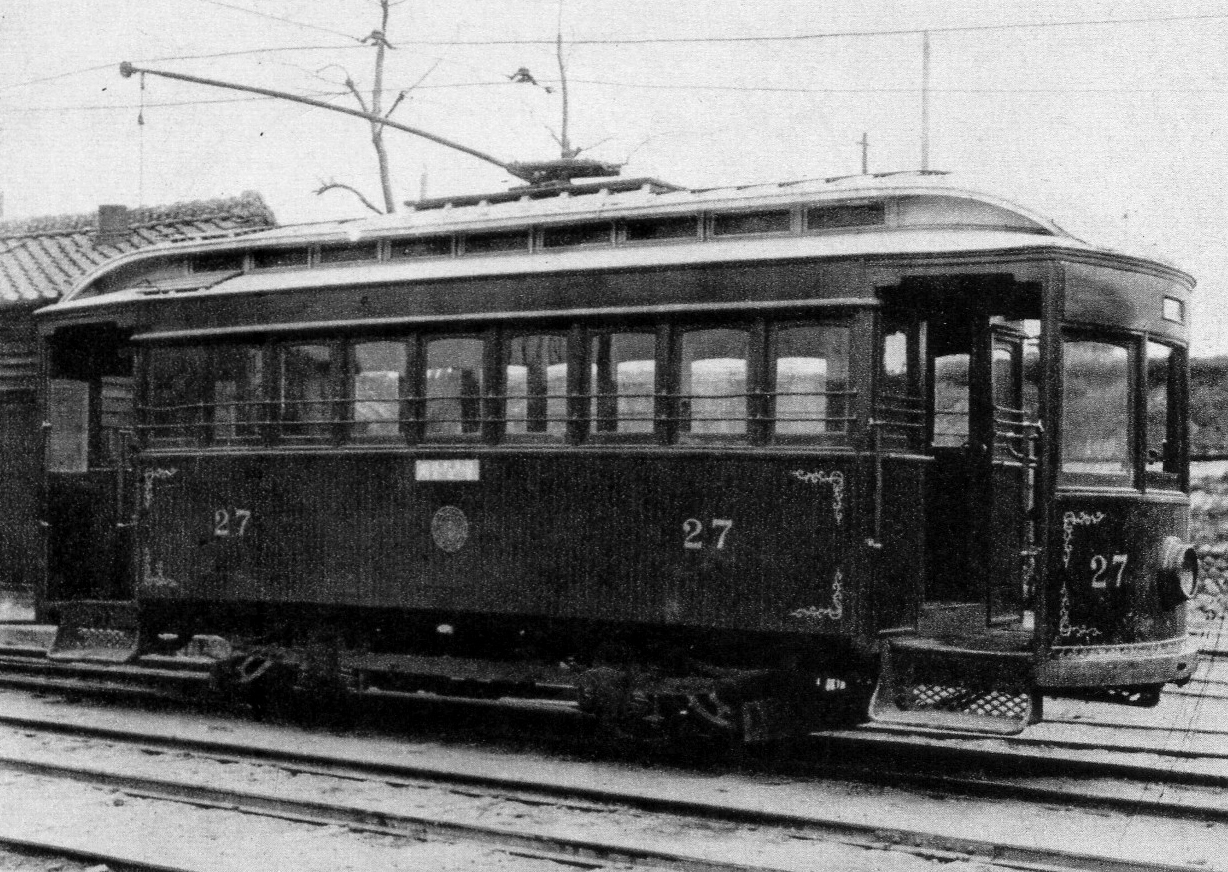
テ1形27

1919年（大正8年）にテ23 - 27の5両が京都・丹羽製作所で新製されたもので、外観は京都市電の狭軌1型（N電）と酷似したものであった。（N電の中古車との説もある）当初主電動機は25PSのものを1基搭載と非常に非力であったが、後年主電動機の換装および2基搭載化が施工されている。窓配置はV9Vであった。
本グループは1941年の改番でモ20形21 - 25に改称・改番された。後に全車岐阜市内線へ転属し、客用扉新設、集電装置のビューゲル化、非常用電気制動の追加といった改造が施工された。なお、1949年（昭和24年）にはモ25をモ20と改番している。
その後1960年（昭和35年）にモ23が岡崎市内線へ転属し、1962年（昭和37年）の岡崎市内線の廃止により廃車となった。岐阜市内線に残った4両は1959年（昭和34年）から1963年（昭和38年）にかけて順次廃車され、形式消滅した。

#### テ23 - 27の主要諸元
データは新製当時
- 全長：8,016mm
- 全幅：2,194mm
- 全高：3,647mm
- 自量：6.1t
- 定員：40人（内座席18人）
- 電気方式：直流600V（架空電車線方式）
- 台車形式：ブリル21-E
- 主電動機：27.6kW×2基

### 大正9年製の増備車（名鉄モ30形）

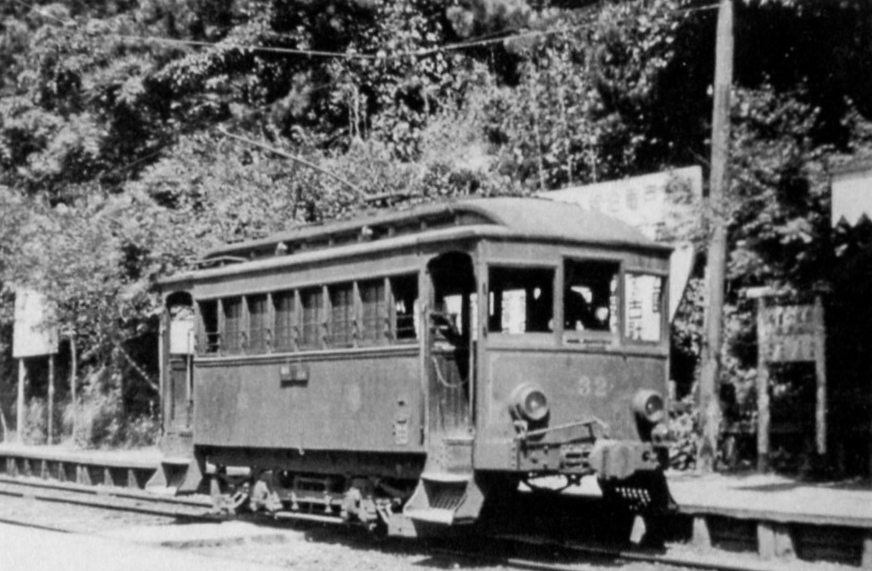
テ1形32

1920年（大正9年）にテ28 - 32の5両が名古屋電車製作所で新製された。基本設計はテ13 - 22を踏襲しているが、主電動機出力が50PSに増強されたことが異なる。
本グループは1941年の改番でモ30形31 - 35に改称・改番された。その後豊川市内線に転属し、1949年（昭和24年）にはモ35をモ30と改番している。その後、1950年（昭和25年）に全車岐阜市内線に転属し、客用扉新設の他、前照灯が1灯化されて屋根上に移設されている。
本グループは岐阜市内線の二軸単車の営業運転最終日となった1967年（昭和42年）7月25日まで運用され、同月全車廃車となった。

#### 主要諸元
- 全長：9,550mm
- 全幅：2,134mm
- 全高：3,647mm
- 自量：:6.6t
- 定員：46人（内座席14人）
- 電気方式：直流600V（架空電車線方式）
- 台車：ブリル21-E
- 主電動機：40PS×2基